# Adolfo Gaich
Adolfo Julián Gaich (Bengolea, 1999. február 26. –) argentin labdarúgó, csatár, a CSZKA Moszkva játékosa.

## Pályafutása
Gaich 2019 májusában tagja volt az argentin U20-as válogatottnak a 2019-es U20-as labdarúgó-világbajnokságon Lengyelországban. A csoportkörben gólt szerzett Dél-Afrika és Portugália ellen is. Az egyenes kieséses szakaszban is betalált Mali ellen. Sőt a 11-es párbajban a maga 11-esét is értékesítette. De a csapata végül kiesett Mali ellen. Egy hónappal később beválogatták az argentin U23-as válogatottba a Limai 2019. évi Pánamerikai Játékokra. A Perui tornán összesen hat gólt szerzett és csapatával aranyérmet. Ezek után Lionel Scaloni meghívta őt az argentin válogatottba. Az első mérkőzésén Chile ellen még csak a kispadon ült. De Mexikó ellen csereként beállva bemutatkozott a felnőtt válogatottban is.